# Presupuesto base cero
El presupuesto base cero es un establecimiento de cuotas  para mejorar el rendimiento de capital de las empresas, aplicado tanto en la gestión empresarial como en los programas presupuestarios públicos, que exige a cada gestor justificar detalladamente la totalidad de sus peticiones presupuestarias, debiendo justificarse la necesidad de cada importe a gastar. El procedimiento debe identificar todas los grupos de decisión que son evaluados y ordenados según su capital inicial .
Se realiza sin tomar en consideración las experiencias habidas. Este presupuesto es especialmente útil ante la desmedida y continua elevación de los precios, las exigencias de actualización, de cambio y por el aumento continuo de costos en todos los niveles. Resulta muy costoso y con información extemporánea, pero que sirve para evitar vicios, repeticiones y obsolescencia.

## Historia del presupuesto base cero
Su nacimiento data de 1970, cuando su creador, Peter Pyhrr, lo introdujo en la empresa norteamericana Texas Instruments. Ante el éxito del sistema, se extendió a otras grandes empresas como Westinghouse, Boeing o AT&T. En 1971, el entonces gobernador del estado de Georgia, Jimmy Carter, contrató como asesor a Pyhrr para la implantación de este sistema presupuestario en la administración del estado. En 1977, cuando Carter fue elegido presidente de los Estados Unidos instauró esta técnica de elaboración del presupuesto en la Administración Federal para el ejercicio fiscal de 1979.
El germen del presupuesto base cero fue, según el presidente Carter, el denominado síndrome presupuestario, un sistema de elaboración de presupuestos que en el ambiente inflacionista de los años setenta, conllevaba una presión sobre los presupuestos de las empresas que generaba decisiones de recortes de gastos poco motivados y que incurría en graves errores de gestión.
Los antecedentes del presupuesto base cero son los sistemas presupuestarios denominados de planificación por programas, conocido por sus iniciales en inglés: PPBS, Planning, Programming, and  Budgeting System; Sistema de Planificación, Programación y Presupuesto, introducido en la Administrción estadounidense en los años cincuenta, y que pretendió reformar el sistema presupuestario existente.

## Funcionamiento del proceso
El presupuesto base cero se desarrolló a partir de las siguientes etapas:
1. Definición de objetivos a conseguir, entre los que suelen estar la reducción de gastos, optimizar la función costo rendimiento y asignar los recursos escasos a los diferentes centros de responsabilidad.
2. Identificación de los paquetes de decisión.
3. Diseño de las hojas de análisis de los distintos bloques de decisión.
4. Establecimiento de las distintas alternativas.
5. Ordenación por prioridades.
6. Decisión.

## Ventajas y desventajas

### Ventajas
1. Mientras que el presupuesto base cero analiza todos los gastos, incluidos los ya existentes, el resto de los sistemas realiza un análisis sólo de las nuevas decisiones de gasto.
2. El horizonte temporal del PPBC es más amplio que el anual.
3. Se trata de partir de cero cada año, de modo que se vuelva a justificar todas las partidas del nuevo presupuesto y no se negocie el incremento sobre el presupuesto del año anterior sin más. En el caso del sector público, esto conlleva la ordenación por prioridades de las actividades del sector público, con un detalle analítico de las distintas formas de alcanzar cada objetivo.

### Desventajas
1. Necesidad de una planificación adecuada antes de su puesta en marcha.
2. Su aplicación estricta y sin planificación absorbe una enorme utilización de tiempo.
3. En su aplicación se ha detectado la utilización de datos inútiles y la duplicidad de esfuerzos en distintos niveles del proceso.